# Hautköpfe
Die Hautköpfe (Dermocybe) stellen eine Untergattung der Gattung Schleierlinge (Cortinarius) dar.
Wichtigste Merkmale sind extrahierbare Anthrachinon-Pigmente, die diesen Pilzen kräftige Farben verleihen und die teilweise zum Färben von Textilien geeignet sind. Aufgrund dieser Inhaltsstoffe wurden die Hautköpfe von manchen Taxonomen früher als eigene Gattung von den Schleierlingen abgetrennt.
Die Untergattung enthält über 20 anerkannte Arten sowie eine Anzahl unsicherer Taxa.

## Beschreibung
- Der Hutdurchmesser reicht von 1 bis 8 cm; die Form ist konvex, kegelig bis glockig, oft auch gebuckelt, aber nie vertieft. Die Hutdeckschicht ist trocken oft seidig glänzend, kahl, filzig, faserig bis faserigschuppig. Der Hutrand ist nie gerieft, mit seltenen Cortinaresten. Der Hut ist lebhaft gefärbt, dabei kommen gelbe bis grüne, orange bis rote und rotbraune bis braune Töne vor. Bei Trockenheit hellen die Hüte oft deutlich auf, ohne aber hygrophan zu sein.
- Der Stiel sitzt meist zentral am Hut an; die Basis ist niemals knollig verdickt, jedoch manchmal wurzelnd. Er ist ebenso wie der Hut meist kräftig gefärbt. Die Oberfläche ist gegürtelt, genattert oder mit eher unauffälligen Velumresten versehen.
- Die Lamellen sind im jungen Zustand gelb bis olivgrün, orange bis rot oder rotbraun bis braun. Mit zunehmender Sporenreife werden sie immer bräunlicher. Nicht selten stehen sie in starkem Kontrast zur Hutfarbe.
- Das Fleisch ist eher dünn.
- Der Geschmack ist oft bitter.
- Die Farbe des Sporenpulvers ist rostbraun.

### Mikroskopische Merkmale
- Die Sporen sind 5 bis 10 (selten größer) μm lang und ellipsoidisch, kern- bis mandelförmig und mit feinen Warzen an der Oberfläche.

### Bestimmungstests
Zur sicheren Bestimmung sind Pilze unterschiedlicher Altersstufen und eine genaue Aufnahme des Standortes (Mykorrhizapartner) notwendig. Weitere Möglichkeiten der näheren Bestimmung:
- Chemische Reaktionen auf Laugen: starke Reaktion von Hut und Lamellen.
- Löschpapier mit Spiritus tränken und Pilz darauflegen: Verfärbungen des Papiers nach Rot, Gelborange, Oliv deuten auf Dermocybe hin.

## Vorkommen
Die Hautköpfe wachsen meist einzeln oder zu wenigen auf Erde oder im Moos im Laub- oder Nadelwald oder in Sphagnum-Mooren. Erscheinungszeit ist vor allem der Herbst bis Spätherbst. Sie sind sehr wahrscheinlich alle Mykorrhizabildner.

## Gattungsabgrenzung
Die Hautköpfe können am ehesten mit anderen Cortinarien verwechselt werden. In Frage kommen Vertreter aus den Untergattungen Telamonia und Leprocybe. Entfernt ähnlich können auch Flämmlinge (Gymnopilus) und Saftlinge (Hygrocybe) sein, Erstere sind jedoch Saprobionten, die an Holz(resten) wachsen, Zweitere unterscheiden sich durch das Wachstum in Magerwiesen, dicke, hellere Lamellen und weißes Sporenpulver.

## Speisewert
Bei den Hautköpfen handelt es sich ausnahmslos um ungenießbare, giftverdächtige oder giftige Arten.

## Systematik
Die Unterteilung nach Sektionen (+ Beispielart) erfolgt nach Bon (2005):
- Sektion: Sanguinei
  - Blutroter Hautkopf (Cortinarius sanguineus)
- Sektion: Dermocybe (oder Cinnamonei)
  - Zimt-Hautkopf (Cortinarius cinnamoneus)

### Liste der Arten
Der Purpurschwarze Wasserkopf und Zinnoberrote Gürtelfuß wurde lange Zeit in die Untergattung Telamonia gestellt. Sie wurden daher in die Liste aufgenommen, aber mit einem Stern gekennzeichnet.
| Hautköpfe in Deutschland, Österreich und der Schweiz |                                                    |                                                                                            | |
| \| Artname \| Autor \| Populärname \| Synonym \| \| ---------------------------- \| -------------------------------------------------- \| ------------------------------------------------------------------------------------------ \| -------------------------------------------------------------------------------------------------------------------------------------------------------------------------------------------------------------------------------------------------------------- \| \| Cortinarius anthracinus* \| (Fr. 1838) E.Berger (1846) \| Dunkelroter Hautkopf, Purpurschwarzer Wasserkopf \| Cortinarius anthracinus (Fr.) Sacc.; Cortinarius apparens var. pinetorum Britzelm.; Cortinarius purpureobadius P. Karst.; Cortinarius sanguineus var. anthracinus Fr.; Cortinarius subanthracinus Rob. Henry \| \| Cortinarius cinnabarinus* \| Fr. (1838) \| Zinnoberroter Gürtelfuß, Zinnoberroter Hautkopf \| Dermocybe cinnabarina (Fr.) Wünsche \| \| Cortinarius bataillei \| (J. Favre 1960 ex M.M. Moser 1976) Høil. (1984) \| Orangefüßiger Hautkopf \| Cortinarius fucatophyllus (Lasch) Fr. ss. Bataille \| \| Cortinarius cinnamofulvus \| Rob. Henry (1940) \| \| Dermocybe cinnamofulva (Rob.Henry) M.M.Moser \| \| Cortinarius cinnamomeobadius \| Rob. Henry (1940) \| Orangeblättriger Hautkopf \| unklares Taxon \| \| Cortinarius cinnamomeofulvus \| Rob. Henry (1988) \| Zimtfuchsiger Hautkopf \| Dermocybe cinnamomeofulva (Rob.Henry) Cetto \| \| Cortinarius cinnamomeoluteus \| P.D.Orton (1960) ss.str. \| Gelbblättriger Zimt-Hautkopf \| Cortinarius cinnamomeolutescens Rob. Henry; Dermocybe saligna M.M. Moser & Gerw. Keller, Cortinarius cinnamomeus var. lutescens Gillet 1876 \| \| Cortinarius cinnamomeus \| (L. 1753) Gray (1821) \| Zimt-Hautkopf \| Dermocybe cinnamomea (L.: Fr.) Wünsche non Ricken, Bres.Bres. \| \| Cortinarius malicorius \| Fr. (1838) \| Spitzkegeliger Safran-Hautkopf, Safrankegeliger Hautkopf, Spitzgebuckelter Safran-Hautkopf \| Dermocybe croceocona (Fr.) M.M.Moser Cortinarius croceoconus Fr., Dermocybe malicoria (Fr.) Ricken \| \| Cortinarius croceus \| (Schaeff. 1774) Gray (1821) \| Safranblättriger Hautkopf, Norwegischer Hautkopf (ssp. norvegicus) \| Cortinarius cinnamomeobadius Rob. Henry; Cortinarius cinnamomeolutescens var. meridionalis (Rob. Henry & Contu) Contu; Cortinarius cinnamomeus f. badius Rob. Henry ex Nespiak; Cortinarius cinnamomeus subsp. croceus; Dermocybe cinnamomea ss. Ricken, Bres. \| \| Cortinarius cruentus \| Bidaud & Reumaux (1994) \| Rotbrauner Hautkopf \| \| \| Cortinarius fervidus \| P.D. Orton (1964) \| Rostblättriger Hautkopf \| Dermocybe fervida (P.D. Orton) Tartarat \| \| Cortinarius holoxanthus \| (M.M. Moser & I. Gruber 1969) Nezdojm. (1980) \| Ganzgelber Hautkopf \| Dermocybe holoxantha M.M.Moser & I.Gruber \| \| Cortinarius chrysolitus \| Kauffman (1915) \| Braunhütiger Sumpf-Hautkopf, Sumpf-Hautkopf, Olivfarbener Sumpf-Hautkopf \| Cortinarius palustris M.M. Moser, Cortinarius huronensis Ammirati & A.H. Sm. \| \| Cortinarius lignicolus \| Bidaud (1994) \| Holzbewohnender Raukopf \| \| \| Cortinarius malicorius \| Fr. (1838) \| Orangerandiger Hautkopf \| Cortinarius croceifolius Peck; Cortinarius croceoconus Fr. Dermocybe malicoria (Fr.) Ricken \| \| Cortinarius mirandus \| Moënne-Locc. & Reumaux 1994 \| Fahlroter Hautkopf \| \| \| Cortinarius olivaceofuscus \| Kühner (1955) \| Hainbuchen-Hautkopf, Grünblättriger Hainbuchen-Hautkopf \| Cortinarius schaefferi Bres. ss.auct. 1930; Cortinarius carpineti Moser; Dermocybe carpineti Moser; Phlegmacium schaefferanum M.M. Moser; Cortinarius malicorius ss Pearson \| \| Cortinarius pallidipes \| M.M. Moser ex. Nezdojm. (1983) \| \| Unklares Taxon \| \| Cortinarius purpureus \| (Bull. 1792) Bidaud, Moënne-Locc. & Reumaux (1994) \| Purpurrotgenatterter Hautkopf, Purpurroter Hautkopf, Rotgenatterter Hautkopf \| Cortinarius phoeniceus (Bull.) Maire; Dermocybe sanguinea var. vitiosa Moser; Cortinarius purpureus (Bull. ex Pers: Fr) Fuckel; Cortinarius sanguineus var.vitiosus Moser \| \| Cortinarius polaris \| Høil. (1984) \| Bronze-Hautkopf \| Dermocybe polaris (Høil.) N.Arnold \| \| Cortinarius pratensis \| (Bon & Gaugué 1975) Høil. (1984) \| Wiesen-Hautkopf \| Dermocybe pratensis Bon & Gaugué \| \| Cortinarius sanguineus \| (Wulfen 1781:Fr) Gray (1821) \| Blutroter Hautkopf \| Cortinarius puniceus Orton Agaricus santalinus Scop. 1772 Dermocybe sanguinea (Wulfen) Wünsche \| \| Cortinarius semisanguineus \| (Fr. 1821) Gillet (1876) \| Blutblättriger Hautkopf \| Dermocybe semisanguinea (Fr.) M.M.Moser \| \| Cortinarius sommerfeltii \| Høil. (1984) \| Orangeblättriger Hautkopf \| Cortinarius cinnamomeobadius Rob. Henry ss. Moser Dermocybe sommerfeltii (Høil.) M.M.Moser \| \| Cortinarius tubarius \| Ammirati & A.H. Sm. (1972) \| Torfmoos-Hautkopf \| Alnicola sphagneti (M.M. Moser) Romagn.; Cortinarius palustris var. sphagneti (M.M. Moser) Nezdojm.; Cortinarius sphagneti P.D. Orton 1958; Dermocybe vulcanica Bon.; Dermocybe tubaria (Ammirati & A.H.Sm.) Ammirati \| \| Cortinarius uliginosus \| Berk. (1860) \| Kupferroter Moor-Hautkopf, Kupferroter Hautkopf \| Cortinarius concinnus P. Karst.; Cortinarius queletii Bataille Dermocybe uliginosa (Berk.) M.M.Moser \| |                                                    |                                                                                            | |
| Artname | Autor                                              | Populärname                                                                                | Synonym |
| Cortinarius anthracinus* | (Fr. 1838) E.Berger (1846)                         | Dunkelroter Hautkopf, Purpurschwarzer Wasserkopf                                           | Cortinarius anthracinus (Fr.) Sacc.; Cortinarius apparens var. pinetorum Britzelm.; Cortinarius purpureobadius P. Karst.; Cortinarius sanguineus var. anthracinus Fr.; Cortinarius subanthracinus Rob. Henry                                                   |
| Cortinarius cinnabarinus* | Fr. (1838)                                         | Zinnoberroter Gürtelfuß, Zinnoberroter Hautkopf                                            | Dermocybe cinnabarina (Fr.) Wünsche |
| Cortinarius bataillei | (J. Favre 1960 ex M.M. Moser 1976) Høil. (1984)    | Orangefüßiger Hautkopf                                                                     | Cortinarius fucatophyllus (Lasch) Fr. ss. Bataille |
| Cortinarius cinnamofulvus | Rob. Henry (1940)                                  |                                                                                            | Dermocybe cinnamofulva (Rob.Henry) M.M.Moser |
| Cortinarius cinnamomeobadius | Rob. Henry (1940)                                  | Orangeblättriger Hautkopf                                                                  | unklares Taxon |
| Cortinarius cinnamomeofulvus | Rob. Henry (1988)                                  | Zimtfuchsiger Hautkopf                                                                     | Dermocybe cinnamomeofulva (Rob.Henry) Cetto |
| Cortinarius cinnamomeoluteus | P.D.Orton (1960) ss.str.                           | Gelbblättriger Zimt-Hautkopf                                                               | Cortinarius cinnamomeolutescens Rob. Henry; Dermocybe saligna M.M. Moser & Gerw. Keller, Cortinarius cinnamomeus var. lutescens Gillet 1876 |
| Cortinarius cinnamomeus | (L. 1753) Gray (1821)                              | Zimt-Hautkopf                                                                              | Dermocybe cinnamomea (L.: Fr.) Wünsche non Ricken, Bres.Bres. |
| Cortinarius malicorius | Fr. (1838)                                         | Spitzkegeliger Safran-Hautkopf, Safrankegeliger Hautkopf, Spitzgebuckelter Safran-Hautkopf | Dermocybe croceocona (Fr.) M.M.Moser Cortinarius croceoconus Fr., Dermocybe malicoria (Fr.) Ricken |
| Cortinarius croceus | (Schaeff. 1774) Gray (1821)                        | Safranblättriger Hautkopf, Norwegischer Hautkopf (ssp. norvegicus)                         | Cortinarius cinnamomeobadius Rob. Henry; Cortinarius cinnamomeolutescens var. meridionalis (Rob. Henry & Contu) Contu; Cortinarius cinnamomeus f. badius Rob. Henry ex Nespiak; Cortinarius cinnamomeus subsp. croceus; Dermocybe cinnamomea ss. Ricken, Bres. |
| Cortinarius cruentus | Bidaud & Reumaux (1994)                            | Rotbrauner Hautkopf                                                                        | |
| Cortinarius fervidus | P.D. Orton (1964)                                  | Rostblättriger Hautkopf                                                                    | Dermocybe fervida (P.D. Orton) Tartarat |
| Cortinarius holoxanthus | (M.M. Moser & I. Gruber 1969) Nezdojm. (1980)      | Ganzgelber Hautkopf                                                                        | Dermocybe holoxantha M.M.Moser & I.Gruber |
| Cortinarius chrysolitus | Kauffman (1915)                                    | Braunhütiger Sumpf-Hautkopf, Sumpf-Hautkopf, Olivfarbener Sumpf-Hautkopf                   | Cortinarius palustris M.M. Moser, Cortinarius huronensis Ammirati & A.H. Sm. |
| Cortinarius lignicolus | Bidaud (1994)                                      | Holzbewohnender Raukopf                                                                    | |
| Cortinarius malicorius | Fr. (1838)                                         | Orangerandiger Hautkopf                                                                    | Cortinarius croceifolius Peck; Cortinarius croceoconus Fr. Dermocybe malicoria (Fr.) Ricken |
| Cortinarius mirandus | Moënne-Locc. & Reumaux 1994                        | Fahlroter Hautkopf                                                                         | |
| Cortinarius olivaceofuscus | Kühner (1955)                                      | Hainbuchen-Hautkopf, Grünblättriger Hainbuchen-Hautkopf                                    | Cortinarius schaefferi Bres. ss.auct. 1930; Cortinarius carpineti Moser; Dermocybe carpineti Moser; Phlegmacium schaefferanum M.M. Moser; Cortinarius malicorius ss Pearson                                                                                    |
| Cortinarius pallidipes | M.M. Moser ex. Nezdojm. (1983)                     |                                                                                            | Unklares Taxon |
| Cortinarius purpureus | (Bull. 1792) Bidaud, Moënne-Locc. & Reumaux (1994) | Purpurrotgenatterter Hautkopf, Purpurroter Hautkopf, Rotgenatterter Hautkopf               | Cortinarius phoeniceus (Bull.) Maire; Dermocybe sanguinea var. vitiosa Moser; Cortinarius purpureus (Bull. ex Pers: Fr) Fuckel; Cortinarius sanguineus var.vitiosus Moser                                                                                      |
| Cortinarius polaris | Høil. (1984)                                       | Bronze-Hautkopf                                                                            | Dermocybe polaris (Høil.) N.Arnold |
| Cortinarius pratensis | (Bon & Gaugué 1975) Høil. (1984)                   | Wiesen-Hautkopf                                                                            | Dermocybe pratensis Bon & Gaugué |
| Cortinarius sanguineus | (Wulfen 1781:Fr) Gray (1821)                       | Blutroter Hautkopf                                                                         | Cortinarius puniceus Orton Agaricus santalinus Scop. 1772 Dermocybe sanguinea (Wulfen) Wünsche |
| Cortinarius semisanguineus | (Fr. 1821) Gillet (1876)                           | Blutblättriger Hautkopf                                                                    | Dermocybe semisanguinea (Fr.) M.M.Moser |
| Cortinarius sommerfeltii | Høil. (1984)                                       | Orangeblättriger Hautkopf                                                                  | Cortinarius cinnamomeobadius Rob. Henry ss. Moser Dermocybe sommerfeltii (Høil.) M.M.Moser |
| Cortinarius tubarius | Ammirati & A.H. Sm. (1972)                         | Torfmoos-Hautkopf                                                                          | Alnicola sphagneti (M.M. Moser) Romagn.; Cortinarius palustris var. sphagneti (M.M. Moser) Nezdojm.; Cortinarius sphagneti P.D. Orton 1958; Dermocybe vulcanica Bon.; Dermocybe tubaria (Ammirati & A.H.Sm.) Ammirati                                          |
| Cortinarius uliginosus | Berk. (1860)                                       | Kupferroter Moor-Hautkopf, Kupferroter Hautkopf                                            | Cortinarius concinnus P. Karst.; Cortinarius queletii Bataille Dermocybe uliginosa (Berk.) M.M.Moser |